# Arrondissement Bainet

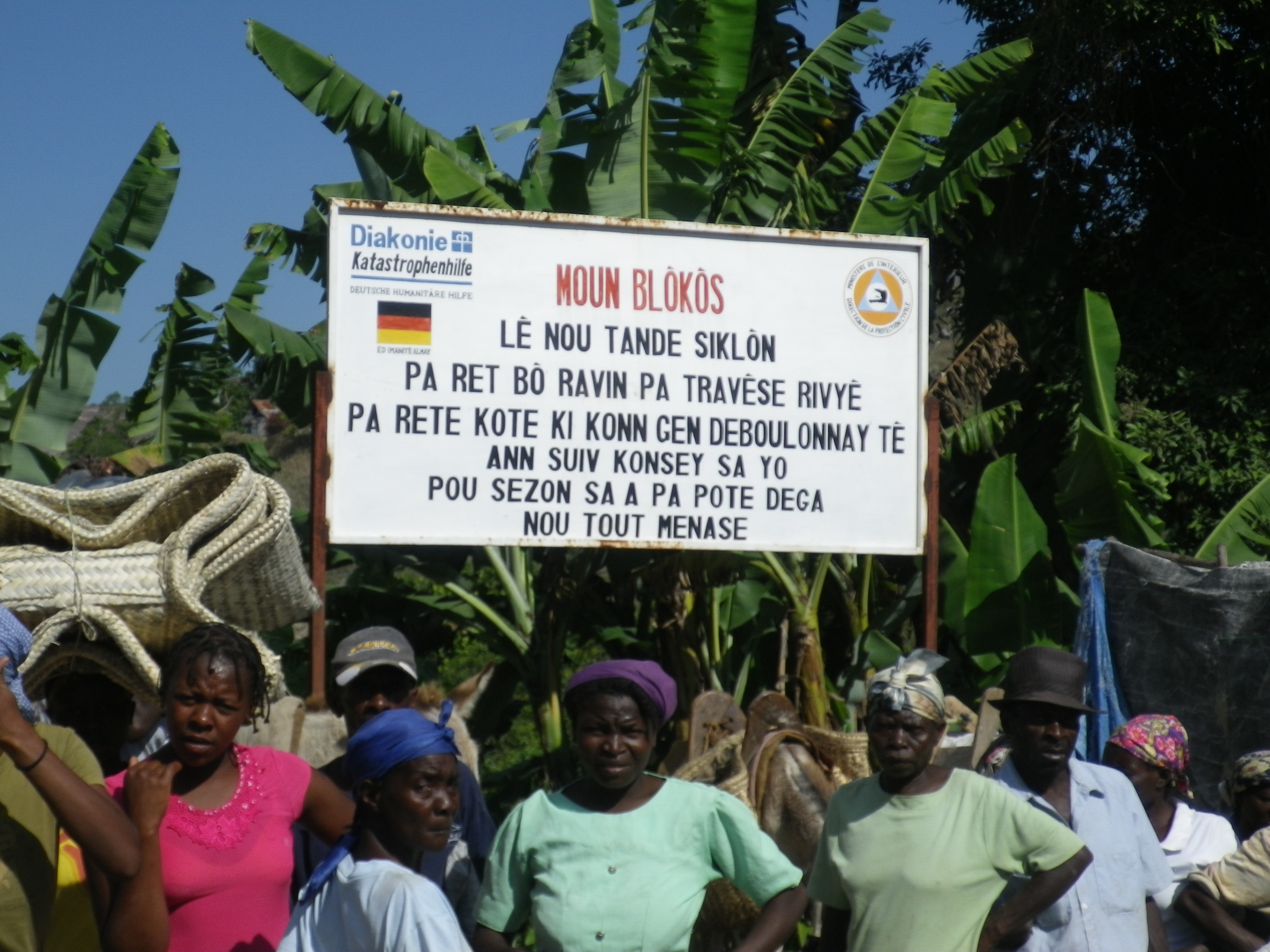
Hinweisschild Projekt der Diakonie Katastrophenhilfe in Bainet

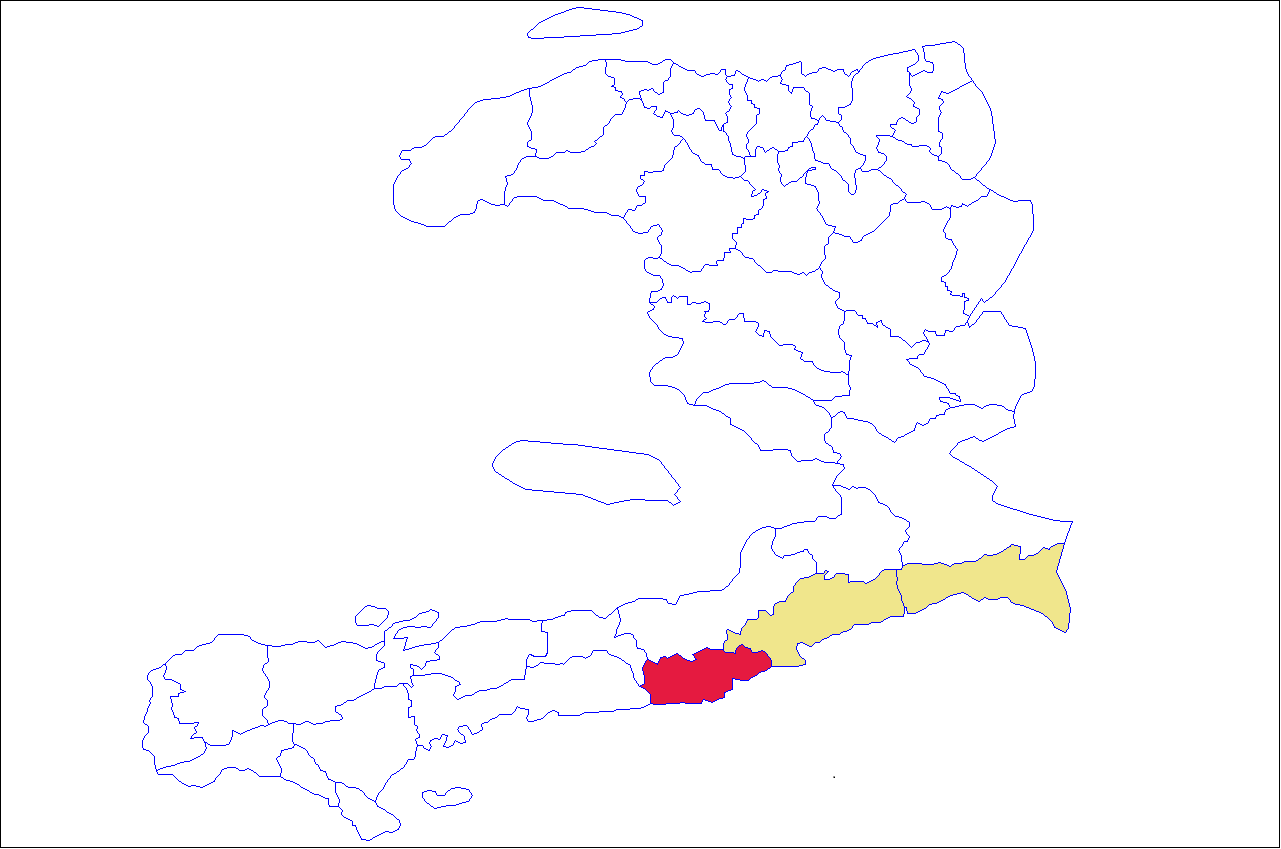
Lage des Arrondissements Bainet in Haiti und im Département Sud-Est

Das Arrondissement Bainet (haitianisch-kreolisch: Benè) ist eine der drei Verwaltungseinheiten des Départements Sud-Est, Haiti. Hauptort ist die Gemeinde Bainet.

## Lage und Beschreibung
Das Arrondissement liegt westlich im Département Sud-Est. Im Süden hat es eine Küste zum Karibischen Meer. Benachbart ist im Norden das Arrondissement Léogâne, im Osten das Arrondissement Jacmel, im Westen das Arrondissement Aquin und im Nordwesten das Arrondissement Miragoâne.
In dem Arrondissement gibt es zwei Gemeinden:
- Bainet (rund 136.000 Einwohner) und
- Côtes-de-Fer (rund 49.000 Einwohner).

Das Arrondissement hat insgesamt rund 185.000 Einwohner (Stand: 2015).
Die Route Départementale 42 (RD-42) verläuft parallel zur Südküste und verbindet das Arrondissement mit dem Straßensystem Haitis.
Einige deutsche Hilfsorganisationen, so die Diakonie Katastrophenhilfe, kümmern sich im Arrondissement schwerpunktmäßig um den Schutz der Bevölkerung vor den Auswirkungen tropischer Wirbelstürme.